# 政治的中立性を確保するための組織的活動の制限に関する条例
政治的中立性を確保するための組織的活動の制限に関する条例（せいじてきちゅうりつせいをかくほするためのそしきてきかつどうのせいげんにかんするじょうやく）とは、大阪市及び大阪府の条例。略称は政治的中立条例。

## 概要
2011年11月の大阪市長選挙で現職の平松邦夫市長が「大阪市をバラバラにする」と反対し、大阪市の「市政だより」やホームページで、「大阪市を分割すると関西という車の動きが止まります」などと記載し、対立候補である橋下徹が掲げる大阪都構想批判を展開していたことについて、「現職市長は市役所組織全体を使い、公権力・公金を使って政治活動をした」と問題視されたため、選挙に絡んで行政と政治活動の仕分けを図るために制定された。
この条例は現職市長（知事）は任期満了3か月前（あるいは辞職表明翌日）から選挙当日まで本人・副市長（知事）等、議員を除く特別職（行政職）にある者による選挙活動を実質的に禁止するもので、現職に非常に不利な要素を含んでいる（一般支援者や所属政党・賛同議員等の活動は排除されない）。一方で地方自治体職員の政治活動を大幅に制限する目的での条例（大阪市・大阪府職員の政治的行為の制限に関する条例）、労使関係の交渉を明確化し公開することを義務付ける条例（大阪市・大阪府労使関係に関する条例）も制定され、前者については憲法違反であるとの批判がある。

## 内容
以下、大阪市の例で説明する。大阪府については活動の制限される職員の範囲、役職名等が異なるだけで条例の目的・内容等はほぼ同種のものである。
市長、副市長、地方公営企業管理者、特別秘書、一般職職員は公職選挙において特定の人を支持し、又はこれに反対するために職務上の組織若しくは権限又は影響力を用いているのではないかとの市民の疑惑や不信を招くような行為を職務として行ってはならないことが規定されている。
また、大阪市長選挙について任期満了の日の3ヶ月前の日から当該任期満了による選挙の期日までの間又は市長について任期満了による選挙以外の選挙を行うべき事由が生じたときは市の選挙管理委員会が市長選挙の告示した日の翌日から当該選挙の期日までの間（以下「一定期間」)において、市長又は副市長等は次に掲げる行為を職務として行ってはならない。
1. 市長又は市長の職の候補者若しくは当該職の候補者となろうとする者(以下「市長等」)の政策的な主張に関する広報活動をすること
2. 広報活動において市長等の写真、似顔絵その他の図画又は氏名を用いること
3. 大阪市が主催し、又は共催する集会等に出席し、又は当該集会等においてあいさつをすること
4. 集会等において、市長等の政策的な主張を内容に含むあいさつをすること
5. 第1号、第2号及び前号に掲げる行為を、副市長等に対し、職務として行うよう命じること
6. 大阪市が主催し、又は共催する集会等において、録音され、又は録画された市長のあいさつを再生することを、副市長等に対し、職務として行うよう命じること
7. 集会等において、録音され、又は録画された市長等の政策的な主張を内容に含む市長又は副市長等のあいさつを再生することを、副市長等に対し、職務として行うよう命じること
8. 大阪市が主催し、又は共催する集会等において、録音され、又は録画された市長のあいさつを再生すること
9. 集会等において、録音され、又は録画された市長等の政策的な主張を内容に含む市長又は副市長等のあいさつを再生すること
10. 前3号に掲げる行為を、その管理又は監督の対象となる職員に対し、職務として行うよう命じること